# Dubbelmolen (Nerem)
De Dubbelmolen is een watermolen op de Jeker in Mal en Nerem in de Belgische gemeente Tongeren-Borgloon. De molen bevindt zich aan de Heldenstraat en de Tweemolenweg.
De Dubbelmolen is gebouwd aan weerszijden van de Jeker. Het molengebouw op de linkeroever ligt op het grondgebied van Mal en het molengebouw op de rechteroever ligt op het grondgebied van Nerem. De eerste molen lag op de linkeroever en was al in gebruik voor 1372. De uitbreiding aan de andere oever werd gebouwd in de tweede helft van de 18e eeuw. De Dubbelmolen is sinds 1954 niet meer in gebruik.
De molen is niet beschermd maar staat wel op de inventaris van bouwkundig erfgoed.
- Inventaris van het Bouwkundig Erfgoed (Vlaanderen): 37496